# Fußball-Bundesliga/Rekorde/Eintracht Braunschweig
Der Artikel Fußball-Bundesliga/Rekorde/Eintracht Braunschweig listet die vereinsspezifischen Rekorde von Eintracht Braunschweig auf, die mit Bezug auf die Zugehörigkeit zur deutschen Fußball-Bundesliga gehalten werden.
Der Verein ist aktuell kein Bundesligist (Stand: Saison 2025/26).

Siehe auch: 

## Vorbemerkung
Es besteht eine Unterteilung zwischen Positiv- und Negativrekorden sowie vereinsinternen Bestmarken. Weitere Rekorde, die dem Verein nicht zuzuordnen sind, werden im Hauptartikel unter „Allgemein“ gelistet. Dort bestehen zudem die Rubriken „Trainerspezifische Rekorde“, „Schiedsrichterspezifische Rekorde“ sowie „Sonstige Rekorde“. Es besteht außerdem die Möglichkeit „In nächster Zeit möglicherweise fallende Bestmarken“ im unteren Bereich der Hauptseite festzuhalten, bzw. die neuen Rekorde an die passenden Stellen einzusortieren. Wenn möglich, wird zu einem Positivrekord auch der Negativrekord als Gegenstück gelistet (und andersrum). Die Liste erhebt keinen Anspruch auf Vollständigkeit.

## Eintracht Braunschweig
Aktuelle Platzierung in der Ewigen Tabelle der Fußball-Bundesliga: Platz 21 von 58 (Stand: 34. Spieltag 2024/25)

### Positivrekorde
- erster Verein, der mit einem Trikotsponsor auflief: am 24. März 1973 (warb für Jägermeister)[2]

### Negativrekorde
- die schnellsten 5 Tore in einem Spiel kassiert: nach 25 Minuten (bei der 0:10-Auswärtsniederlage bei Borussia Mönchengladbach, am 8. Spieltag 1984/85, gemeinsam mit der 0:6-Heimniederlage von Borussia Mönchengladbach selbst, gegen den SC Freiburg, am 14. Spieltag 2021/22)[3][4][5][6]
- meiste Auswärtsniederlagen während einer Meistersaison: 7 (1966/67; gemeinsam mit dem VfL Wolfsburg 2008/09)[7]
- meiste 0:0-Unentschieden während einer Meistersaison: 7 (1966/67)[7]
- wenigste Auswärtstore während einer Meistersaison: 14 (1966/67)[7]
- kürzeste Siegesserie während einer Meistersaison: max. 3 Siege in Folge (1966/67)[7]

### Vereinsintern
- Rekordspieler: Franz Merkhoffer (419 Einsätze)[8]
- Rekordtorhüter: Bernd Franke (345 Einsätze)[8]
- Rekordtorschütze: Lothar Ulsaß (84 Tore)[9]
- jüngster Spieler: Hartmut Konschal (18 Jahre, 4 Monate und 12 Tage, bei der 0:1-Niederlage beim VfL Bochum, am 14. August 1971)[10]
- ältester Spieler: Wolfgang Grzyb (37 Jahre, vier Monate und 18 Tage, bei der 0:5-Niederlage beim VfB Stuttgart, am 17. Dezember 1977)[10]